# Gymnasium Weilheim
Das Gymnasium Weilheim ist ein Gymnasium in Weilheim in Oberbayern.

## Geschichte
Am 7. September 1878 genehmigte König Ludwig II. die Einrichtung einer vierstufigen Realschule in Weilheim. Diese wurde im bereits bestehenden Knabenschulgebäude eingerichtet und am 25. September 1878 wurde erstmals unterrichtet. 1895 gelang es dem damaligen Rektor der Schule, die vierstufige Oberrealschule (entspricht dem heutigen Gymnasium) zu einer sechsstufigen zu erweitern.
Im Schuljahr 2023/24 unterrichteten an der Schule 83 hauptamtliche Lehrer 1140 Schüler. Durch die hohe Schülerzahl konnten sich unter den Schüler-AGs auch einige bilden, die wegen ihrer Leistungen auch außerhalb der Schule Bekanntheit erlangten.

## Allgemein
Das Gymnasium bietet nach der siebten Klasse die Auswahl aus drei verschiedenen Zweigen. Es kann ein neusprachlicher, ein humanistischer oder ein naturwissenschaftlicher Zweig belegt werden. Im humanistischen Zweig ist die zweite Fremdsprache ab der achten Klasse Griechisch, im neusprachlichen Französisch. Im naturwissenschaftlichen Zweig wird aber der achten Klasse Chemie unterrichtet und das Fach Informatik beibehalten. Seit dem Schuljahr 2012/13 ist es möglich, Spanisch als spätbeginnende Fremdsprache ab der zehnten Klasse zu belegen.
Das Gymnasium hat viele internationale Kontakte und führt regelmäßig Schüleraustausche durch, z. B. nach England, Frankreich oder in die USA.

## Weilheimer Literaturpreis
Seit 1988 wählen sieben Kollegiaten des Gymnasiums Weilheim die Autoren, die mit dem Weilheimer Literaturpreis ausgezeichnet werden. Diesen Preis können nur Autoren erhalten, die schon eine Dichterlesung am Gymnasium gehalten haben. Seit 1980 fanden 63 Dichterlesungen statt. Preisträger waren u. a. Rafik Schami, Vicco von Bülow (Loriot) und Siegfried Lenz. Initiiert wurde der Weilheimer Literaturpreis von dem mittlerweile pensionierten Lehrer Friedrich Denk.

## Bekannte Absolventen
- Thomas Müller (* 1989), deutscher Fußballspieler (FC Bayern München) und Weltmeister 2014 (Abitur 2008)
- Alexander Dobrindt (* 1970), ehemaliger Bundesverkehrsminister und Bundestagsabgeordneter (Abitur 1989)
- Richard Oehmann (* 1967), deutscher Autor, Musiker, Puppenspieler und Filmkritiker